# Dół podskroniowy

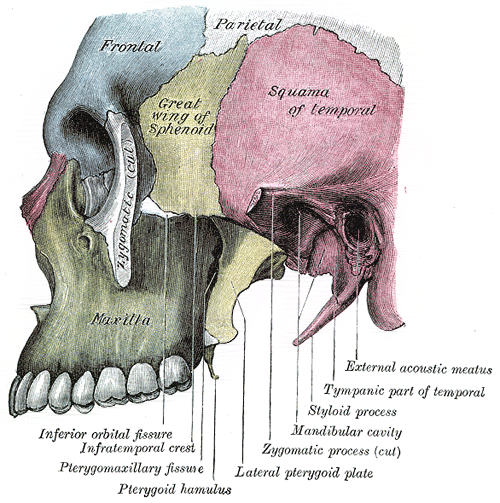
Boczna powierzchnia twarzoczaszki (strona lewa). Dół podskroniowy widoczny jest w części centralnej – za częściowo odciętym wyrostkiem jarzmowym (tutaj Zygomatic process (cut)). Widoczna jest także szczelina oczodołowa dolna (Inferior orbital fissure), którą dół podskroniowy łączy się z oczodołem

Dół podskroniowy (łac. fossa infratemporalis) – w anatomii człowieka dół leżący po obu stronach części twarzowej czaszki. Jest położony przyśrodkowo i ku dołowi od łuku jarzmowego.

## Ograniczenia i ściany
- góra: powierzchnia podskroniowa skrzydła większego kości klinowej (łac. facies infratemporalis alae majoris ossis sphenoidalis),
- dół: przestrzeń przygardłowa,
- przód: powierzchnia podskroniowa szczęki (łac. facies infratemporalis maxillae),
- tył: dół zażuchwowy,
- ściana przyśrodkowa: blaszka boczna wyrostka skrzydłowatego kości klinowej (łac. lamina lateralis processus pterygoidei ossis sphenoidalis),
- bok: gałąź żuchwy[1].

## Zawartość
Dół podskroniowy zawiera:
- mięśnie skrzydłowe przyśrodkowy oraz boczny,
- splot żylny skrzydłowy,
- strunę bębenkową,
- nerw żuchwowy i jego gałęzie,
- tętnicę szczękową i część jej gałęzi[1].
- zwój uszny

## Połączenia
Położenie dołu podskroniowego powoduje, iż łączy się on z innymi ważnymi przestrzeniami twarzoczaszki:
- ku górze przechodzi w dół skroniowy,
- ku dołowi w przestrzeń przygardłową,
- ku tyłowi w dół zażuchwowy. Od strony dołu zażuchwowego do dołu podskroniowego wchodzi: tętnica szczękowa i żyła szczękowa oraz nerw uszno-skroniowy.

Ponadto za pośrednictwem otworów czaszki łączy się on z:
- dołem skrzydłowo-podniebiennym przez szczelinę skrzydłowo-podniebienną,
- dołem środkowym czaszki przez otwór owalny i otwór kolcowy,
- oczodołem przez szczelinę oczodołową dolną[1].